# Spilanthes pilosa
Spilanthes pilosa là một loài thực vật có hoa trong họ Cúc. Loài này được R.K.Jansen miêu tả khoa học đầu tiên.